# Asiaq
Dans la mythologie inuit, Asiaq est la déesse du temps (météorologie), et était souvent invoquée par Angakkuq pour avoir un beau temps.